# 시드 비셔스
시드 비셔스(Sid Vicious, 1957년 5월 10일 ~ 1979년 2월 2일)는 영국 펑크 록 음악가이며, 펑크 록 장르에 큰 영향을 끼친 그룹 섹스 피스톨즈의 베이시스트 로 가장 잘 알려져있다.

## 유년 시절
시드 비셔스는 존 리치와 앤 리치 사이에서 태어났다. 앤은 히피였던 반면, 그의 아버지는 버킹엄 궁전의 보안 요원이었다. 그가 태어나고 얼마 지나지 않아 존 리치는 가족을 버리고 떠나버렸고 시드는 그의 어머니는 스페인의 이비자 섬으로 옮겨 살게 된다. 앤 리치는 1965년에 크리스토퍼 베벌리와 재혼을 하여 영국의 켄트지방에 새로운 가정을 꾸렸다. 시드는 새아버지의 성을 따 존 베벌리로 이름을 바꿨다.
그의 새아버지가 6개월 후에 사망하자, 1968에 존과 그의 어머니는 켄트 지방의 Turnbridge Wells에 정착해, 월세 아파트에서 거주하며 Sandown Court School 에 다녔다. 1971년에 두 사람은 런던 동부에 위치한 Hackney로 옮겼으며, Somerset에서도 잠시 생활을 하였다.
섹스 피스톨즈 담당 사진가 데니스 모리스 (Dennis Morris)는 존을 "내면 깊숙이, 내성적인 사람." 이라고 설명했다. 그러나 자 워블(Jah Wobble)의 도움으로 모터싸이클의 체인을 이용해 NME의 기자 닉 켄트(Nick Kent)에게 폭력을 행사한 이력이 있는 그이다. 또 한 번은 The Speakeasy ('오늘의 락 스타' 인기있던 런던의 나이트 클럽)에서 BBC의 DJ와 BBC의 뮤직 프로그램 Old Grey Whistle Test의 진행자 밥 헤리스(Bob Harris)를 위협한 일도 있다.
존은 존 라이든 (John Lydon)의 애완용 햄스터에 의해, "시드 비셔스"라는 별명을 갖게 된다. 햄스터가 존을 물자, 존이 "[리든의] 시드는 정말 맹렬(vicious) 하군!" 이라고 말했다고 전해진다. 리든은 그 햄스터를 "세상에서 가장 털이 많으며 부드럽고 나약한 존재." 라고 설명했다. 당시에 존은 리든, 존 워들(John Wardle) 그리고 존 그레이 (John Gray)와 합숙 생활을 하고 있었다.
존 리든에 의하면, 시드가 탬버린을 연주할 때 그 둘은 돈을 걷으며 거리 악사로 생활을 하였다고 한다. 그들이 앨리스 쿠퍼(Alice Cooper)의 커버를 연주하면 행인들은 조용히 하라는 의미에서 그들에게 돈을 주었다고 한다.
1978년 뉴욕의 한 호텔에서 여자친구인 낸시 스펑겐을 살해한 혐의로 체포되었다가 잠깐의 수감생활 후 석방되었다. 그리고 얼마 지나지 않아 어머니가 준 마약을 복용하고 사망했다.